# Andrej Kolomacký

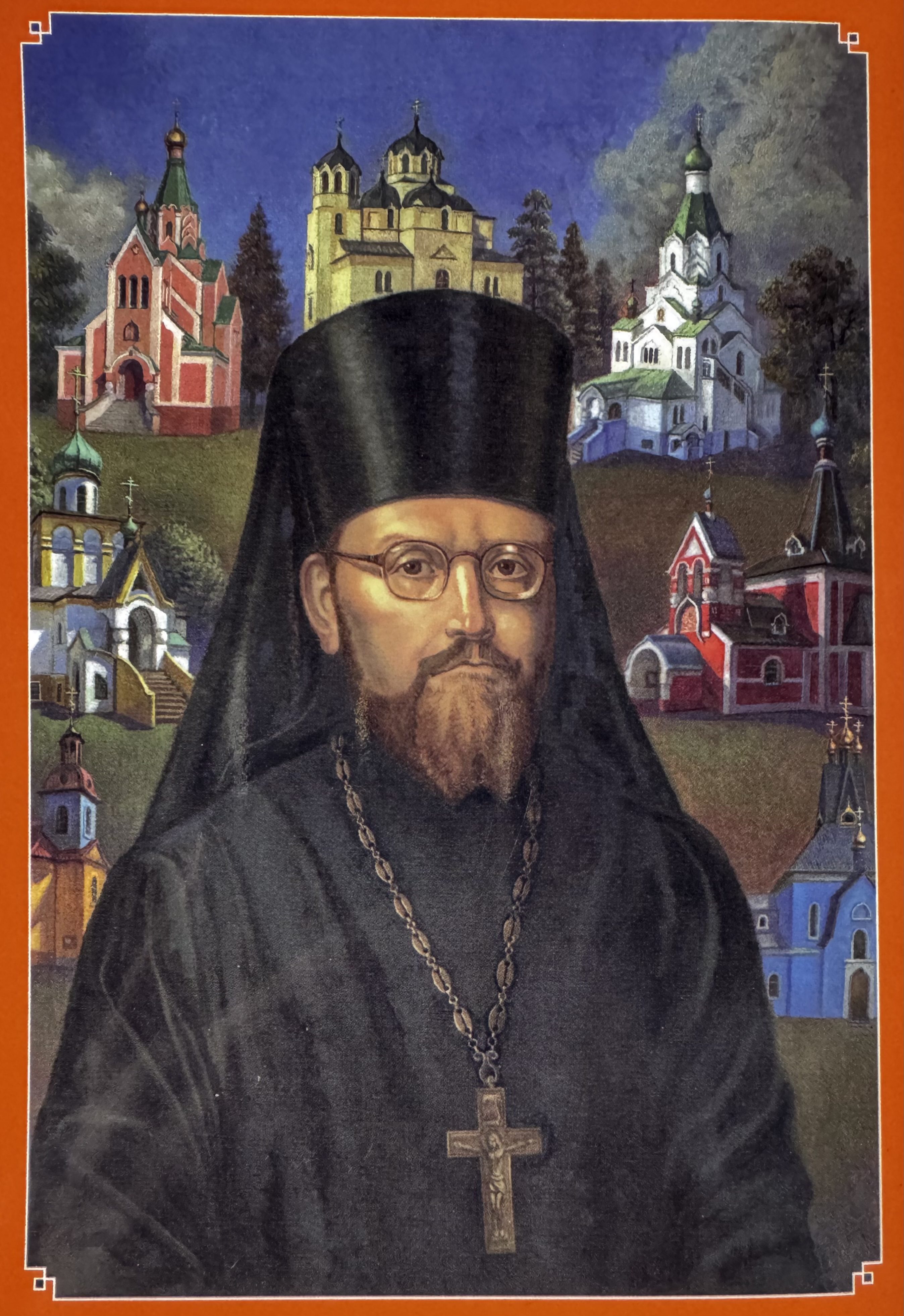
Obraz archimandrity Andreje

Archimandrita Andrej, (vlastním jménem Всеволод Коломацкий / Vsevolod Kolomackij, počeštěně Kolomacký, 8. února 1896 Soročinskoje, Kyjevská gubernie – 13. února 1980 v Rumburku) byl pravoslavný duchovní, architekt a umělecký malíř. Za svůj život pomohl zbudovat na území bývalého Československa kolem 90 pravoslavných chrámů, z nichž 20 bylo zcela jeho dílem, od projektu a výběru místa až po svěcení křížů a zvonů na chrámu.

## Život

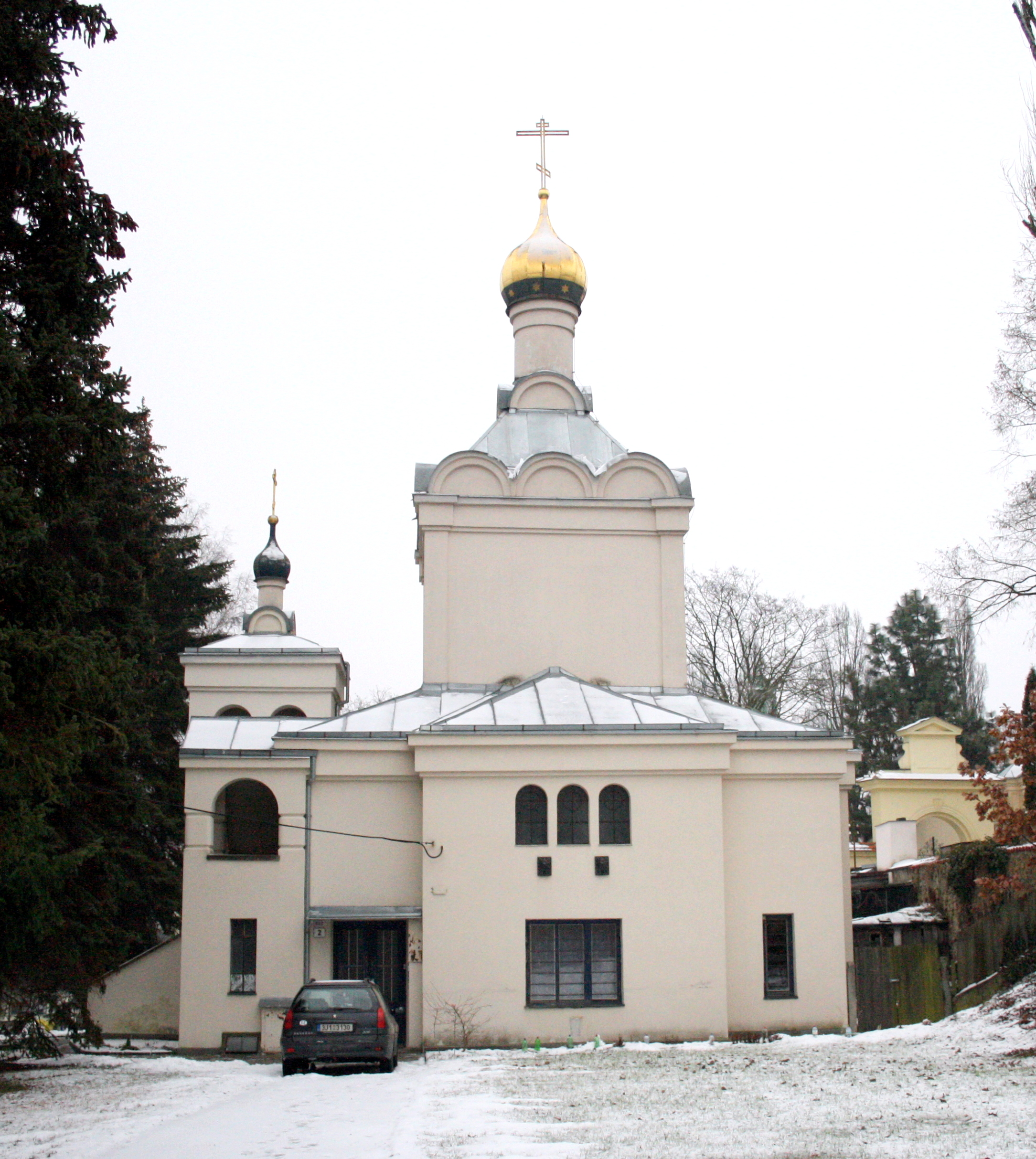
Pravoslavný chrám svatého Václava a svaté Ludmily v Třebíči, dílo archimandrity Andreje

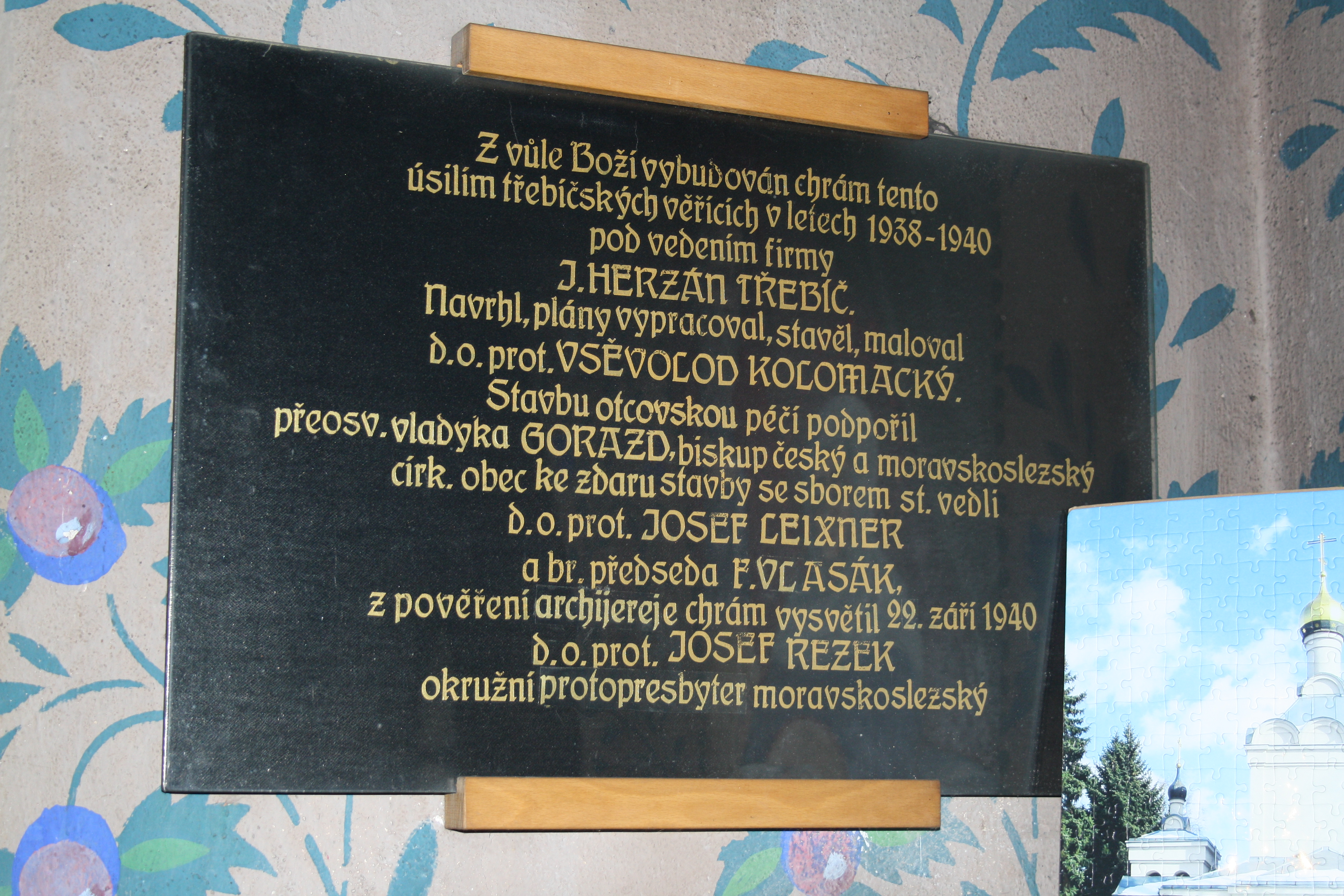
Pamětní deska v třebíčském pravoslavném chrámu svatého Václava a svaté Ludmily

Vsevolod Kolomackij se narodil jako nejmladší ze čtyř dětí 8. února 1896 ve vesnici Soročinskoje v Kyjevské oblasti. Jeho otec byl chrámový žalmista a malý Vsevolod byl od dětství vychováván v pravoslavné víře. V roce 1909 nastoupil na duchovní školu v Kyjevě-Podolí, potom pokračoval v duchovním semináři. V srpnu 1914 se z úcty k panovníkovi, monarchii a vlasti hlásil do carské armády jako dobrovolník, ale z důvodu silné krátkozrakosti nebyl přijat. V roce 1916 však směl vstoupit do československých legií, složených z vojáků, kteří dezertovali z rakouské armády. V řadách legií pak bojoval v několika bitvách, kde byl sedmkrát raněn. Obdržel šest vyznamenání, mimo jiné dva záslužné kříže sv. Jiří. Po odchodu z legií roku 1919 připojil k Dobrovolnické armádě („Bělogvardějci“) generála Antona Ivanoviče Děnikina, v níž získal hodnost podplukovníka.
V Československu
Po porážce Dobrovolnické armády se část vojska v srpnu 1920 přesunula z Krymu do Gallipoli. Odtud pak Kolomackij pokračoval do Rumunska a odtud ilegálně přešel hranice na Podkarpatskou Rus, tehdejší součást Československa. Po získání československého občanství roku 1922 vstoupil jako důstojník do československé armády v Mukačevu. V dubnu 1923 absolvoval navazující důstojnický kurz v Košicích a otevřela se pro něj slibná vojenská kariéra. Kolomacký se však rozhodl svůj život a schopnosti věnovat službě Bohu a misionářské činnosti v rámci pravoslavné církve a požádal o propuštění z armády.
V roce 1923 se oženil s Jelizavetou Vlasenkovou, kterou se mu z Charkova podařilo dostat do Československa. V lednu 1924 byl vysvěcen na diákona a poté na kněze. Církevní poměry byly v té době napjaté, na invektivy uniatů byl Kolomacký několikrát uvězněn. Z důvodu obstrukcí, které řeckokatolická církev působila původně pravoslavnému obyvatelstvu, se rozhodl vystavět vlastní dřevěný chrám. Hrubou stavbu prý dokončil za pomoci farníků ve vesnici Russkoje během čtyř dnů. Dalších pět chrámů pak postavil ještě v okolních obcích, přičemž ten v Rakošinu se stal hlavním chrámem mužského monastýru Přesvaté Bohorodice. Byl to Kolomackého první zděný chrám postavený podle plánů pražského architekta Nikolaje Paškovského. Kromě stavitelské činnosti se začal věnovat i výzdobě chrámů, přestože byl silně krátkozraký vlastnoručně zhotovoval nástěnné malby, psal ikony a šil církevní roucha. Od roku 1928 také vydával ve spolupráci s monastýrem v Ladomírové časopis popisující život pravoslavné církve v Karpatské oblasti.
Kolomacký nepřestal pracovat ani když v roce 1927 zemřela jeho žena Jelizaveta a dcerka Klavdije a zůstal mu pouze malý syn Daniel. V roce 1929 se znovu oženil s Magdalenou Vajmerovou, i když tento sňatek byl porušením církevních pravidel a bylo mu uloženo pokání. V manželství se narodily dvě děti: Igor a Taťána. Postavil další chrámy, na Podkarpatské Rusi jich je celkem 18. Jednou z jeho největších staveb z tohoto období se stal chrám–památník ruským vojákům padlým v 1. světové válce v Užhorodě, na kterém pracoval v letech 1929–1932.
V roce 1933 měla pravoslavná eparchie v Čechách a na Moravě pouze dva chrámy. Kolomacký dostal pozvání na Moravu, kde měl nastoupit místo vojenského duchovního v Brně. Na přání biskupa Gorazda, se souhlasem mukačevského biskupa Serafíma, se však rozhodl být organizátorem staveb nových pravoslavných chrámů. Tak vznikl jedinečný projekt sedmi nových pravoslavných zděných chrámů ve střední Evropě. Prvním z nich byl kostel sv. Ludmily v Řimicích u Litovle, nejvýznamnějším je katedrální chrám svatého Gorazda v Olomouci. Vsevolod Kolomacký se později stal blízkým spolupracovníkem biskupa Gorazda. V roce 1936 se rozhodl definitivně se zříci rodinného života a dále pouze duševně a hmotně podporovat svou rodinu, což oficiálně sdělil vladykovi Gorazdovi. Bylo mu povoleno vykonávat bohoslužby a dokonce byl vyznamenán pochvalnou listinou za obětavou práci na Božím díle.
V době druhé světové války, po atentátu na říšského protektora Reinharda Heydricha, byl prozrazen úkryt výsadkářů v pravoslavném chrámu sv. Cyrila a Metoděje a hlavní představitelé církve v čele s vladykou Gorazdem byli popraveni. Ostatní kněží byli posláni na nucené práce do říše, mezi nimi také otec Kolomacký. Po roce však byl propuštěn kvůli svému špatnému zraku s podmínkou, že se bude pravidelně hlásit na gestapu. Po návratu do Prahy sloužil tajné pravoslavné bohoslužby. V letech 1943-45 téměř slepý otec Kolomacký pracoval jako animátor na prvním českém animovaném filmu "Svatba v korálovém moři". V květnu 1945 se účastní bojů Pražského povstání. Záhy po skončení bojů požádal, společně s dalším pravoslavným knězem, prof. Červínem, státní orgány o zmocnění k dočasné správě pravoslavné církve v Čechách a na Moravě. Tento krok byl v rozporu s pravoslavným kanonickým právem, nicméně i díky tomu se podařilo církev opět brzy stabilizovat.
Po druhé světové válce

Od června 1945 pomáhal na Moravě s obnovou činnosti jednotlivých církevních obcí, podílel se na pořizování bohoslužebných rouch a předmětů, pracoval na opravách poškozených pravoslavných chrámů. V listopadu 1945 se definitivně rozešel s manželkou a stal se mnichem v monastýru v Ladomírové na Slovensku, kdy přijal jméno apoštola Ondřeje (Andrej).Nakrátko byl ustanoven představeným chrámu Zesnutí přesvaté Bohorodice na pražských Olšanech. Po zřízení Pravoslavného duchovního semináře v Karlových Varech se stal jeho duchovním a v této funkci setrval také po přesunutí semináře do Prahy. Od roku 1947 směl používat titul archimandrita. 

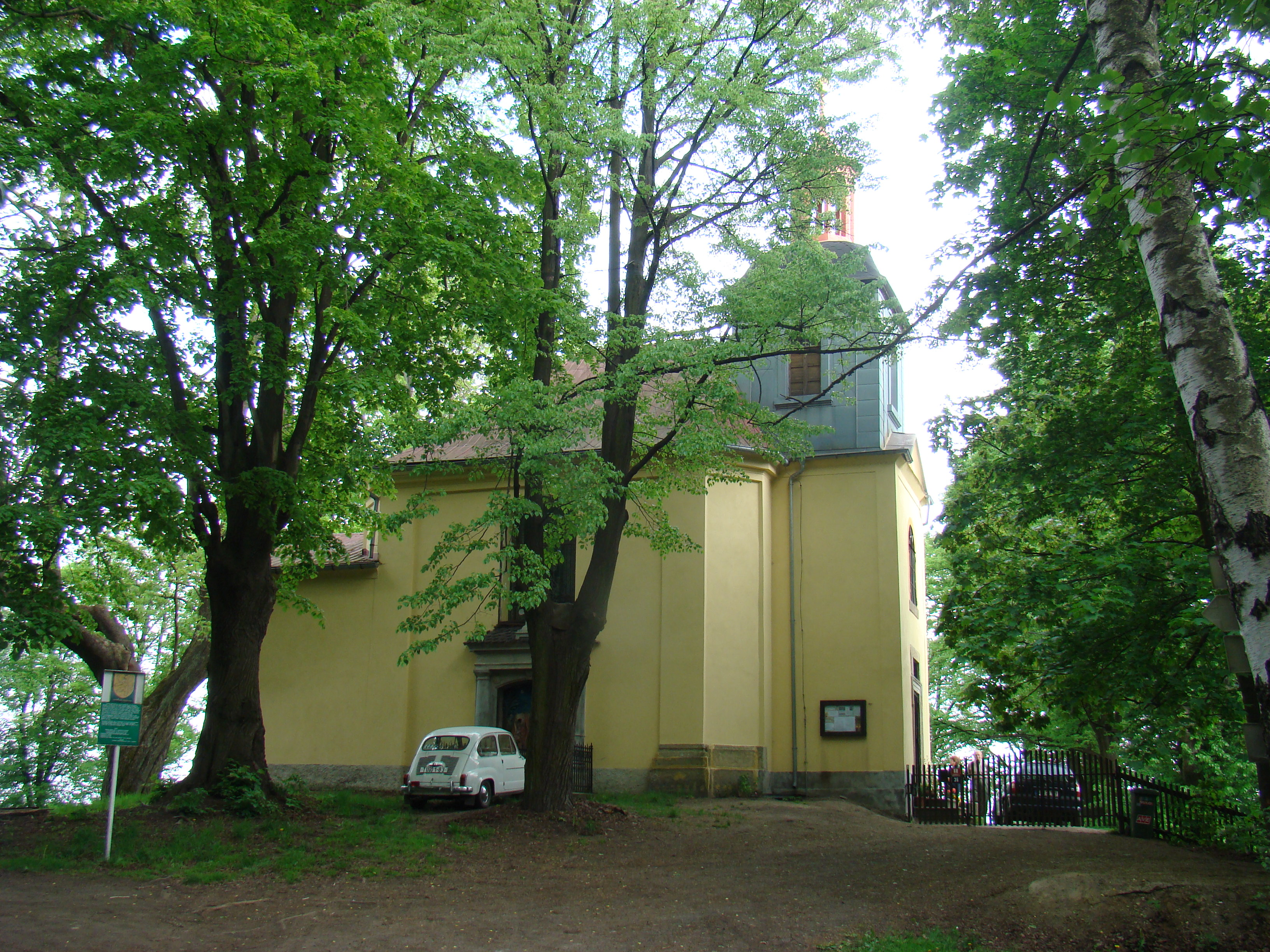
Chrám Stětí svatého Jana Křtitele v Rumburku

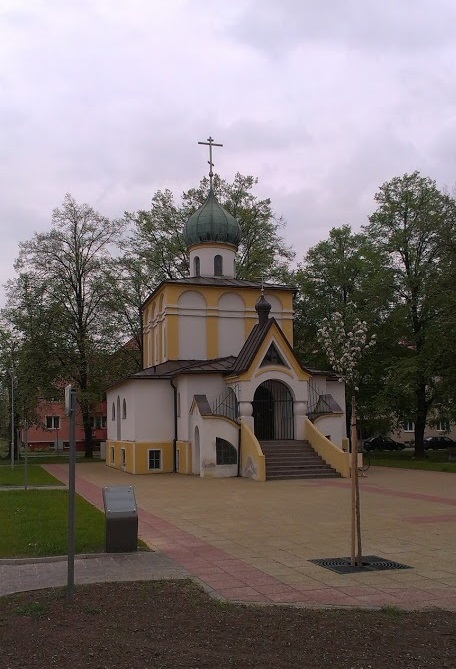
Pravoslavný chrám svatého Cyrila a Metoděje (Kroměříž)

Později se stal duchovním semináře nové teologické fakulty v Prešově. Na Slovensku realizoval několik chrámových staveb, mezi nimi katedrální chrám sv. Alexandra Něvského v Prešově. Byl také blízkým spolupracovníkem pražského metropolity Jelevferije, hlavy pravoslavné církve v Československu. V roce 1952 však byl komunistickým režimem odvolán ze všech pedagogických i duchovních funkcí na prešovské fakultě i v eparchii a byl přeložen do České Lípy v severních Čechách.Ani v nuzných podmínkách, které mu připravila StB, a bez možnosti vlastního bydlení, nepřestal v práci na přestavbách kostelů pro potřeby pravoslavné církve po celém Československu. Jeho dílem jsou také ikonostasy a výzdoba chrámů ve více než 30 městech. Do České Lípy byl dosazen proti své vůli i proti vůli tamní církevní obce, která si krátce předtím zvolila za duchovního správce Michaila Zumra. Kolomacký se snažil s věřícími vycházet v dobrém a za krátký čas se přesunul do Rumburka. Zde dostal k dispozici pro bohoslužby kostelík Stětí sv. Jana Křtitele na Strážném vrchu. V roce 1957 se mu pak podařilo získat kostelík s domkem pro kněze do vlastnictví církve. Vlastními silami kostel opravil a vyzdobil ikonami.
V roce 1961 získal pro potřeby církevní obce v České Lípě budovu brány do hradu Lipý v centru města. Velká místnost nad bránou byla jeho péčí upravena na kapli, zasvěcenou svatým Cyrilu a Metoději. V témže roce byla dokončena rekonstrukce kostelíka a domku pro kněze na Strážném vrchu nad Rumburkem. V roce 1973 byl vyznamenán Řádem sv. Cyrila a Metoděje II. stupně.
Na Strážném vrchu pak prožil celý zbytek života. Až do roku 1990 pak na témže místě žil jeho syn Daniel.

## Smrt a odkaz
Archimandrita Andrej (Kolomacký) zemřel 13. února 1980, pochován byl na hřbitově v Rumburku. Po jeho smrti zůstala rumburská farnost neobsazena a chrám pustl. Teprve od roku 1998 započala obnova chrámu. Pravidelně ve výročí se únoru v chrámu scházejí poutníci a duchovní k uctění památky archimandrity Andreje.
Ve dnech 9. a 10. září 2021 došlo s požehnáním a za přítomnosti + Michala, arcibiskupa pražského a českých zemí, nejvyššího představitele pravoslavné církve v České republice, k vyzvednutí ostatků archimandrity Andreje, které byly následně přeneseny do chrámu sv. Jana Křtitele na Strážném vrchu. Ostatky byly shledány netlejícími (zachoval se 84 cm dlouhý cop mající původní barvu vlasů, ačkoli otec byl před smrtí zcela bělovlasý, a část měkkých tkání zvláště v oblasti pánevní, které ani po vyzvednutí nezačaly tlít), mající povahu svatých ostatků. V návaznosti na to budou Posvátnému synodu Pravoslavné církve v českých zemích a na Slovensku předloženy příslušné materiály k posouzení svatořečení archimandrity Andreje Kolomackého.

## Architektura
Chrámy, které navrhoval a realizoval archimandrita Kolomacký:
Podkarpatská Rus
- Russkoje, 1926, dřevěný
- Rakošino: chrám Zesnutí přesvaté Bohorodice, 1926–27 první zděný chrám.
- Červeněvo, 1927, dřevěný
- Davydkovo u Mukačeva,1927, dřevěný
- Barbovo u Mukačeva, 1928
- Užhorod, 1930–32, Kolomackého vrcholné dílo karpatského období
- Svaljava, 1935–36
- Mukačevo, 1936–38, zděný chrám s budovou residence episkopa
- Veliké Lučky, 1937–38, katedrální chrám

Morava
- Řimice: chrám svaté Ludmily, 1933–34
- Chudobín: chrám sv. Cyrila a Metoděje, 1934–36
- Střemeníčko: chrám sv. Václava, 1936–39

- Olomouc: katedrální chrám svatého Gorazda, 1937–39
- Dolní Kounice, 1937–39
- Třebíč: chrám svatého Václava a svaté Ludmily, 1939–40
- Kroměříž: chrám svatých Cyrila a Metoděje, 1946–48
- Čelechovice na Hané, 1941–42

Slovensko
- Medzilaborce: chrám svatého Ducha 1947–1950
- Stakčín: chrám svaté Trojice, 1947–1950
- Prešov: chrám svatého Alexandra Něvského, 1946–50
- Osadné: chrám Nanebevstoupení Páně s kostnicí vojáků z 1. světové války (posvěcen původně jako chrám sv. archanděla Michaela), 1929-1930